# کایا گروبلنا
کایا گروبلنا (انگلیسی: Kaja Grobelna؛ زادهٔ ۴ ژانویهٔ ۱۹۹۵) بازیکن والیبال اهل بلژیک است.